# 大叶当归
大叶当归（学名：Angelica megaphylla）为伞形科当归属的植物，为中国的特有植物。分布于中国大陆的四川等地，生长于海拔1,500米至2,000米的地区，一般生于山地、溪谷、草丛及林下，目前尚未由人工引种栽培。